# Наталі Уссе Жільбер
Наталі Уссе Жільбер (фр. Nathalie Housset Gilbert; нар. 29 липня 1968) — колишня французька тенісистка.
Найвищу одиночну позицію світового рейтингу — 158 місце досягла 30 вересня 1991, парну — 380 місце — 7 грудня 1987 року.
Здобула 1 одиночний титул туру ITF.
Найвищим досягненням на турнірах Великого шолома був чвертьфінал в змішаному парному розряді.

## Фінали ITF

### Одиночний розряд: 1 (1–0)
| Результат | Дата          | Турнір        | Покриття | Суперниця      | Рахунок       |
| --------- | ------------- | ------------- | -------- | -------------- | ------------- |
| Перемога  | 9 грудня 1990 | Гавр, Франція | Ґрунт    | Наталі Ерреман | 4–6, 7–6, 7–6 |